# Dziennik Warszawski (1851–1856)
Dziennik Warszawski – konserwatywne pismo informacyjno-kulturalne założone w 1851 przez Henryka Rzewuskiego, który był również jego redaktorem i wydawcą. Od 1854 pismem kierował Julian Bartoszewicz przy współpracy Wacława Szymanowskiego.
W 1856 tytuł pisma zmieniono na „Kronikę Wiadomości Krajowych i Zagranicznych”. Jego wydawcą został Franciszek Salezy Dmochowski. Od 1859 był on również redaktorem pisma. Wydawanie pisma zakończono w 1860.
Nakład wynosił 2300 egzemplarzy w roku 1851. W latach późniejszych spadł do 1500 egzemplarzy.